# Vitor Martins
Vitor Martins (Nova Friburgo, 23 de marzo de 1991) es un escritor brasileño. Su primera obra publicada, la novela juvenil Quince días (2017) fue un éxito en ventas en Brasil y fue traducida a varios idiomas. Sus obras son conocidas por su representación LGBT y por estar dirigidas al público joven.
Además de su carrera como autor, Vitor también es traductor de varios libros de ficción juvenil publicados en Brasil, como Os Dois Morrem no Final, Foi Assim Que Tudo Explodiu, Órbita de Inverno, entre otros.

## Biografía
Nació en el interior de Río de Janeiro, en la ciudad de Nova Friburgo. Se licenció en Periodismo en la Universidad Cândido Mendes, de la ciudad de Río de Janeiro, trabajando también como ilustrador, portadista y posteriormente como escritor y traductor. Martins también ha sido creador de contenidos literarios en YouTube,  con varios vídeos del escritor con otros influencers en la plataforma.
La relación de Vitor con las ilustraciones comenzó en la infancia, y el autor ha trabajado como ilustrador de libros de texto, además de realizar diversos trabajos de ilustración, como la portada del libro Querido Evan Hansen (2017), publicado en Brasil por Editora Seguinte.
Su carrera como escritor comenzó en 2017, con la publicación de Quince días, una novela que narra el romance entre dos chicos, que fue un éxito en ventas y alcanzó los 55 mil ejemplares vendidos. Los derechos de traducción de Quinze dias fueron  adquiridos por siete países y se publicó en inglés bajo el título Here the Whole Time y en alemán como Fünfzehn Tage sind für immer. En 2020, los derechos para adaptar el libro fueron adquiridos por la productora Conspiração Filmes.
Además de autor, Vitor Martins también ha traducido varias obras en Brasil, la mayoría de ellas del género juvenil.

## Obras

### Novelas
- 2017 - Quinze dias (traducida al español como Quince días)
- 2018 - Um milhão de finais felizes[8]
- 2021 - Se a casa 8 falasse
- 2024 - Mais ou menos 9 horas

### Cuentos, antologías y colecciones
- 2017 - Todas as cores do natal (antología, cuento "Vinte bombons de banana")
- 2018 - Aqui quem fala é da Terra (antología, cuento "Estrela cadente")
- 2019 - Escrito em algum lugar (cuento individual)
- 2019 - Todo Mundo tem uma Primeira Vez (antología, cuento "Sete frases que poderiam mudar tudo")
- 2021 - De repente adolescente: Antologia de contos  (antología, cuento "Agulhas e bolinhas")

## Reconocimientos
| Año  | Premio                                              | Categoría                                                                       | Obra                      | Resultado  |
| ---- | --------------------------------------------------- | ------------------------------------------------------------------------------- | ------------------------- | ---------- |
| 2019 | Premio Le Blanc                                     | Literatura fantástica: Antología nacional de fantasía, ciencia ficción o terror | Aqui quem fala é da Terra | Finalista  |
| 2019 | Premio Argos                                        | Antología o colección                                                           | Aqui quem fala é da Terra | Finalista  |
| 2021 | Premio GLLI al libro traducido para jóvenes adultos | Premio de traducción                                                            | Quinze dias               | Co-ganador |
| 2021 | Premios del Libro Latino                            | Mejor libro para adultos jóvenes publicado originalmente en portugués.          | Quinze dias               | Finalista  |
| 2022 | Premio Jabuti                                       | Novela de entretenimiento                                                       | Se a casa 8 falasse       | Finalista  |